# Pierre de Rostrenen
 (août 2009).
Si vous disposez d'ouvrages ou d'articles de référence ou si vous connaissez des sites web de qualité traitant du thème abordé ici, merci de compléter l'article en donnant les références utiles à sa vérifiabilité et en les liant à la section « Notes et références ».
Pierre de Rostrenen, né vers 1400 et mort le 13 août 1440 à Paris, est un capitaine breton, chambellan du roi Charles VII et lieutenant général d'Arthur de Bretagne, connétable de Richemont.

## Biographie
Pierre de Rostrenen, huitième du nom, est un capitaine breton, seigneur de La Roche-Helgomarc'h en Saint-Thois, compagnon d'Arthur III de Bretagne. Il est le messager de ce dernier avec Tugdual de Kermoysan lors de la jonction de l'armée bretonne et de l'armée française après la bataille d'Orléans en 1428-1429.
La seigneurie de Rostrenen est une ancienne baronnie du diocèse de Cornouaille. En 1294, elle devait à l'armée du duc de Bretagne deux chevaliers. Le sire de Rostrenen (Pierre VI) apparaît dans une montre de Du Guesclin avec le titre de chevalier banneret. Pierre VIII succède à Pierre qui mourut en 1419.
Pierre VIII est propriétaire de plus en plus de domaines et prend en mariage Jeanne du Guermeur qui est héritière de sa maison, dame du Ponthou et dame au diocèse de Tréguier. Elle est aussi nièce de Tanguy du Chastel, prévôt de Paris, futur sénéchal de Provence, qui sauva le Dauphin Charles des mains des Bourguignons le 27 mai 1417.
Rostrenen et Tugdual de Kermoysan secourent Jean V de Bretagne au château de Champtoceaux. Le 1er août, il est à la cour de Jean V avec le titre de chambellan du duc. C'est à ce titre que son avis et son consentement sont constatés au pied des lettres de créance données aux ambassadeurs que le duc envoie aux rois de France et d'Angleterre pour les exhorter à faire la paix, le 26 juin 1422.
Il signe le traité de Dinan du 13 décembre 1422 entre le Philippe III duc de Bourgogne et les états de Bretagne.
En 1426, après la reprise de la ville aux Anglais, le connétable Arthur de Richemont lui confie la garde de Pontorson ; il y était qualifié de capitaine de Pontorson. Il a été fait prisonnier en 1427 près de Pontaubault au cours des combats pour la défense du Mont-Saint-Michel, alors qu'il se rendait au secours d'Avranches. Il s'est rendu pour le duc à l'assemblée convoquée par le pape Martin V à Auxerre pour le rétablissement de la paix. En 1429, le duc lui confie une mission secrète auprès du roi et c'est à cette occasion que, en témoignage de sa vénération, il le charge de présents pour Jeanne d'Arc. Au début du siège d'Orléans, il recrute en Bretagne pour constituer une armée à Arthur de Richemont, qui veut rejoindre l'armée française à Orléans. Il accompagne donc l'armée de Richemont (400 lances soit au moins 2 400 hommes et 800 archers). 
Rostrenen est envoyé en "parlementaire" avec Kermoysan pour préparer l'arrivée de Jeanne d'Arc qui, se conformant aux instructions du roi, se prépare à lui livrer bataille.
À la bataille de Patay, Rostrenen combat aux côtés de Tugdual de Kermoysan : c'est lui qui mène la charge des Bretons aux côtés des Français et des Écossais. Après la victoire de Patay, sur la route de Reims, le connétable envoya Rostrenen au roi « pour lui demander congé de le servir à son sâcre ». Pendant la disgrâce du connétable, Rostrenen l'accompagne à Parthenay.
En 1430, il assiste comme ami au contrat de mariage que le connétable Arthur de Richemont avait négocié avec Pierre de Bretagne, son neveu, et Françoise d'Amboise. C'est encore lui que le connétable et le chancelier de France dépêchent au roi pour lui rendre compte de l'état de ses affaires. Il fera ainsi deux voyages de ce genre de Paris à Montpellier et de Paris à Reims en 1437 et 1439.
Le retour en grâce du connétable ramène Rostrenen dans les camps. Il rejoint Tugdual de Kermoysan qui s'est porté en avant-garde à Saint-Denis au printemps 1436. Cette année-là, Rostrenen, selon l'expression d'un historien, « fait des merveilles au siège de Montereau ». Un peu plus tard, il obtient la garde du pont de Charenton, il fut nommé capitaine de Compiègne.
Il commanda un des trois corps de l'armée au siège de Meaux en 1438. En 1440, lorsqu'éclate la guerre de la Praguerie, Rostrenen est chargé par Arthur de Richemont du gouvernement de Paris.
Il meurt à Paris le 13 août 1440 sans enfant mâle. Il est inhumé derrière le chœur des Jacobins[Où ?], avec les princes du sang. Sa fille Jeanne de Rostrenen s'étant mariée en 1450 avec Jehan ou Guyon du Quélennec, vicomte du Faou, la seigneurie de La Roche-Hergomarc'h passe alors aux mains de la famille Du Quélennec.